# Titan Machinery
Titan Machinery Inc. ist ein Händler für Landtechnik und Baumaschinen und nach eigenen Angaben der größte Händler der Marken von CNH Industrial (Case IH, Case CE, New Holland Agriculture, New Holland Construction) weltweit. Das Unternehmen hat seinen Sitz in West Fargo (North Dakota) und verfügt über Niederlassungen im Mittleren Westen der Vereinigten Staaten, in Australien, Bulgarien, Deutschland, Österreich, Rumänien und der Ukraine. Das Unternehmen wird an der NASDAQ unter dem Symbol TITN gehandelt. Im Jahr 2023 meldete Titan Machinery einen Gesamtumsatz von 2,209 Milliarden US-Dollar.
In Deutschland firmiert das Unternehmen als Titan Machinery Deutschland GmbH und hat seinen Sitz im sächsischen Burkau. Daneben gibt es acht weitere Niederlassungen in Brandenburg, Mecklenburg-Vorpommern und Sachsen.
Die Europazentrale von Titan Machinery befindet sich am Flughafen Wien in Österreich und firmiert als Titan Machinery Austria GmbH.

## Unternehmensgeschichte
Titan Machinery wurde im Jahr 1980 von seinem langjährigen CEO David Meyer gemeinsam mit einem Geschäftspartner gegründet und bestand anfänglich aus zwei Niederlassungen in Wahpeton (North Dakota) und Lisbon (North Dakota). Bis zum Jahr 2003 war das Unternehmen auf 13 Niederlassungen gewachsen. Im Dezember 2007 ging Titan Machinery an die NASDAQ und verzeichnete zu diesem Zeitpunkt 34 Niederlassungen im Mittleren Westen der USA und einen Jahresumsatz von 300 Millionen US-Dollar. Im November 2011 expandierte Titan nach Osteuropa und erwarb zwei Case IH Vertriebsstandorte in Bukarest und Timișoara, Rumänien. Es folgten der Erwerb von 7 Niederlassungen in Bulgarien im Februar 2012 und einem Standort in Serbien im Dezember 2012.
Nach der Zustimmung durch CNH Industrial eröffnete Titan Machinery seine erste Niederlassung in Winnyzja in der Ukraine am 18. Februar 2014. In Folge rückläufiger Umsätze im Landtechnikgeschäft schloss Titan im März 2015 drei Filialen in South Dakota und Wyoming und reduzierte seine Belegschaft durch Entlassungen, Filialschließungen und die Nichtbesetzung offener Stellen um 14 %. Am 30. April 2018 gab Titan Machinery die Übernahme der Agram Landtechnikvertrieb GmbH und ihrer 5 Niederlassungen in Mecklenburg-Vorpommern, Brandenburg und Sachsen bekannt.
Ende April 2023 teilte die Titan Machinery Deutschland GmbH mit, dass sie zwei Filialen der MAREP GmbH in Radelübbe und Mühlengeez in Mecklenburg-Vorpommern übernimmt. Im August 2023 verkündete das Unternehmen die strategische Übernahme von J.J. O’Connor & Sons Pty. Ltd. („O’Connors“), dem größten Case IH Händler in Australien, für 63 Millionen US-Dollar. O’Connors verfügte zum Zeitpunkt der Übernahme über 15 Händlerstandorte in den südöstlichen Bundesstaaten Victoria, New South Wales und South Australia. Im Oktober 2023 teilte Titan Machinery seinen Aktionären mit, dass der langjährige CEO David Meyer mit Wirkung zum 1. Februar 2024 die Rolle des Executive Chairman übernehmen und der derzeitige COO Bryan Knutson die Nachfolge als CEO antreten wird.
Anfang März 2024 gab Titan Machinery Deutschland bekannt, dass man das Geschäft der Firma Gose Landtechnik e. K. in Gingst auf der Insel Rügen übernommen habe.
Mit Stand vom 31. Januar 2023 betreibt Titan Machinery weltweit insgesamt 123 Niederlassungen. 86 dieser Filialen befinden sich in den Vereinigten Staaten: in Colorado (3 Standorte), Idaho (1 Standort), Iowa (15 Standorte), Kansas (1 Standort), Minnesota (16 Standorte), Missouri (1 Standort), Montana (1 Standort), Nebraska (16 Standorte), North Dakota (16 Standorte), Washington (1 Standort), Wisconsin (2 Standorte), Wyoming (1 Standort) und South Dakota (12 Standorte). In Europa hat das Unternehmen 37 Filialen in Bulgarien (7 Standorte), Rumänien (14 Standorte), der Ukraine (9 Standorte), eine Europazentrale am Flughafen Wien sowie die Niederlassungen der Titan Machinery Deutschland GmbH in Burkau, Freiberg, Bad Freienwalde, Rollwitz, Gützkow, Mühlengeez und Radelübbe.